# کاپریانا
کاپریانا (به ایتالیایی: Capriana) یک کومونه در ایتالیا است که در ترنتینو واقع شده‌است.

## خصوصیات
کاپریانا ۱۳٫۰ کیلومترمربع مساحت و ۵۸۹ نفر جمعیت دارد و ۱٬۰۰۷ متر بالاتر از سطح دریا واقع شده‌است.